# ويليام ليونارد بيكر
ويليام ليونارد بيكر (بالإنجليزية: William Leonard Baker)‏ هو سياسي بريطاني، ولد في 16 مايو 1831 في نيوبورت في المملكة المتحدة، وتوفي في 7 يناير 1893 في فريمانتل في أستراليا. انتخب عضو الجمعية التشريعية لأستراليا الغربية.